# Стрибки у воду на Чемпіонаті Європи з водних видів спорту 2018 — синхронна вишка, 10 метрів (чоловіки)
Змагання зі синхронних стрибків у воду з вишки серед чоловіків на Чемпіонаті Європи з водних видів спорту 2018 відбулись 9 серпня.

## Результат[1]
| Місце | Країна          | Спортсмени                       |        |
| Місце | Країна          | Спортсмени                       | Очки   |
| ----- | --------------- | -------------------------------- | ------ |
| 1     | Росія           | Олександр Бондар Віктор Мінібаєв | 423.12 |
| 2     | Велика Британія | Меттью Діксон Ноан Вілльмс       | 399.90 |
| 3     | Вірменія        | Володимир Аратюнян Лев Саргсян   | 396.84 |
| 4     | Німеччина       | Тісо Бартель Флоріан Фандлер     | 360.66 |
| 5     | Білорусь        | Артем Барускі Вадим Каптур       | 354.15 |